# 高野麻衣
高野 麻衣（たかの まい）は、日本の音楽ジャーナリスト・コラムニスト。

## 人物・来歴等
新潟県村上市出身。上智大学文学部史学科を卒業。専攻は西洋文化史。化粧品メーカー在職中にラ・フォル・ジュルネ・オ・ジャポン 「熱狂の日」音楽祭に出会い、音楽業界へ。『ぶらあぼ』編集部を経て現職。
血液型はB型。好きなものはモーツァルトと少年ジャンプ。

## 活動
クラシック音楽と美術、マンガ等の文化史を主なフィールドとして活動する。『anan』『25ans』『CDジャーナル』等に執筆。ラ・フォル・ジュルネ、東京フィルハーモニー交響楽団ワールド・ツアーなどにも携わる。

## 著書
- 『マンガと音楽の甘い関係』（太田出版）
- 『乙女のクラシック』（新人物往来社）
- 『Ｆ ショパンとリスト』（集英社文庫）

その他、ルネ・マルタン『フランス的クラシック生活』（PHP新書）の解説も執筆。

## ラジオ
- コンテンポラリー・クラシック・ステーションOTTAVA　OTTAVA amoroso[3]（TBSラジオ、2014年4月21日） - ゲストとして出演
- コンテンポラリー・クラシック・ステーションOTTAVA　OTTAVA Domenica[4]（OTTAVA株式会社、2014年10月 - 2015年9月） - プレゼンター[5]
- JFN『Memories & Discoveries』「クラシック・プレイリスト」のレギュラーリコメンダー

## CD
- 『OTTAVA Selection vol.4 愛の小径〜LOVE SONGS』(OTTAVAとナクソス・ジャパンの共同企画によるコンピレーション・アルバム、2014年9月) - 選曲・ライナーノーツ[6][7]
- 『マリー・アントワネットの音楽会』(ワーナーミュージック・ジャパン、2017年1月) - 選曲・ライナーノーツ[8]
- 『クラシカロイド・オン・アイス』(ワーナーミュージック・ジャパン、2017年10月) - ライナーノーツ[9]
- 『BANANA FISH Original Soundtrack』(2018年9月、アニプレックス) - ライナーノーツ
- 『ディズニー・オン・クラシック～まほうの夜の音楽会2018～ライブ』(2018年11月、ウォルト・ディズニー・レコード) - ライナーノーツ
- 『クラシックの森』(2018年11月、ユニバーサルミュージック) - 選曲[10]

## その他
- OTTAVAのプレゼンターに起用されたのは、2014年4月に「OTTAVA amoroso」（プレゼンター：林田直樹）にゲスト出演した縁。斎藤茂によると「非常にその時の放送が楽しく、林田さんとのマッチアップも良かったので」[11]とのこと。